# География на Германия
Германия е най-голямата държава в Централна Европа, простираща се от Алпите на юг до Северно и Балтийско море на север.

## Географско положение, граници, големина, брегова линия
Германия заема западните и части от северните райони на Централна Европа, като се простираща от Алпите на юг до Северно и Балтийско море на север и от река Рейн на запад до река Одер на изток. Общата дължина на сухоземните, в т.ч. речни граница на Германия е 3827 km. На север граничи с Дания (дължина на границата 68 km), на изток с Полша (462 km), на югоизток с Чехия (810 km), на юг с Австрия (815 km) и Швейцария (363 km), на югозапад с Франция (446 km), на запад с Люксембург (135 km), Белгия (152 km) и Нидерландия (576 km). На северозапад има излаз на Северно, а на североизток – на Балтийско море с обща дължина на бреговата линия 2389 km. В тези си граници площта на Германия е 357 021 km², от които 4750 km2 представлява изкуствено напоявана земя, а 7798 km² от площта представлява вода. Тази територия ѝ отрежда 7-мо място по големина в Европа.
Бреговете на Северно и Балтийско море са предимно ниски, плоски, тук-таме стръмни и силно разчленени от заливи (Хелголандски, Килски, Мекленбургски, Любекски, Висмарски и др.), естуари и плитки лагуни, съединяващи се с морето чрез тесни протоци. Покрай бреговете на Северно море се простира ивица от вати, за външна граница на които служат Източно и Северофризийските острови.
Територията на Германия, се простира между 47°16′ и 55°03′ с.ш. и между 5°52′ и 10°11′ и.д. Крайните точки на страната са следните:
- крайна северна точка – (55°03′28″ с. ш. 8°25′01″ и. д. / 55.057778° с. ш. 8.416944° и. д.), на северния бряг на остров Зилт от Северофризийските острови.
- крайна южна точка – (47°16′12″ с. ш. 10°10′42″ и. д. / 47.27° с. ш. 10.178333° и. д.), на границата с Австрия.
- крайна западна точка – (51°03′04″ с. ш. 5°51′59″ и. д. / 51.051111° с. ш. 5.866389° и. д.), на границата с Нидерландия.
- крайна източна точка – (51°16′23″ с. ш. 15°02′30″ и. д. / 51.273056° с. ш. 15.041667° и. д.), на левия бряг на река Ниса Лужицка, на 2границата с Полша.

## Релеф
Територията на страната постепенно се повишава от север на юг. Северната част на Германия се намира в пределите на Северогерманската низина с височина 150 – 200 m и ширина от 200 до 300 km. Тук добре са се съхранили следи от акумуланивни и водно-ледникови форми на релефа във вид на моренни равнини, зандрови полета, ледникови долини и др. На североизток има обширни хълмисто-моренни възвишения (Балтийски възвишения) и многочислени езера, т.нар. Мекленбургско поезерие, с ниски ридове от крайни морени с височина до 179 m. На юг се простира ивица от пясъчни зандрови ниски равнини и заблатени древни речни долини, по които в долината на Елба се е осъществявал приток на ледникови води. Южната ограда на Северогерманската низина представлява дълъг моренен вал, изграждащ хълмистите възвишения Флеминг и Лаузицко (височина до 201 m), съставени от пясъци, отмити моренни материали, препокрити с льос. Още по̀ на юг обширни хълмисти райони образуват прехода към ниските и средновисоките (600 – 1400 m) Средногермански планини и възвишения, разположени в средната на страната. Те са се формирали в резултат на нови издигания на денудираните херцински съоръжения – Рейнски шистови планини (880 m), Везерски планини, хълмистите възвишения и ридове в Хесен, масивите Харц (1142 m) и Тюрингер Валд, Рудните планини (1213 m, по границата с Чехия), хорстовите масиви Шварцвалд (1493 m), Оденвалд (625 m), Шпесарт (585 m), Харт (673 m) и др. По границата с Чехия се издигат масивите Шумава (1456 m) и Чешка гора (1042 m). На запад от тях са разположени средновисоките масиви Баварска гора (1121 m), Фихтел (1053 m) и Швабо-Франконската куестова област с многочислени карстови форми на релефа. Като цяло релефът в цялата средна част на страната се отличава със своята мозаечност и надробеност. Заравнените повърхности на билните части на планините рязко контрастират с техните стръмни, на места отвесни склонове. В южната част на Германия, на мястото на Предалпийското краево пропадане е разположено Баварското плато (височина от 600 m на север до 300 m на юг) с преобладаване на ледниково-акумулативния релеф. Най-южните части са заети от крайните, най-северни хребети на Източните Алпи с широко разпространение на ледникови и карстофи форми. Тук на границата с Австрия се издига връх Цугшпице (2963 m), най-високата точка на страната.

## Геоложки строеж, полезни изкопаеми
Централните и северните части на Германия са изградени от палеозойски, предимно вариски, слабометаморфозирани формации (шисти, варовици, грауваки, основни и кисели ефузиви), разположени върху фундамент с предимно горнопротерозойска възраст, пронизан от девонски и долнокарбонски диабази, горнопалеозойски гранитоиди и пермски кисели ефузиви. Възрастта на нагънатия фундамент не е напълно установен, тъй като е потънал на значителна дълбочина (на места над 5 km). Платформения чахъл е представен от пермски евапорити, мезозойски и кайнозойски наслаги. Интензивното надробяване на епипалеозойската платформа през мезозоя и особено през кайнозоя се е съпровождало от образуването на дълбоки грабени (Горнорейнски рифт, Гифхорнски грог, Дорнорейнски грабен и др.), издигания (Рейнски масив, Бохемски (Чешки) масив, Рудни планини, Шварцвалд, Оденвалд, Шпесарт) и алкално-базалтов вулканизъм (Фогелсберг, Кайзерщул, Зибенгебирге и др.). Южната част на Германия, попадаща в Средиземноморския геосинклинален пояс е изградена от мезозойски варовици и флишеви формации, участващи в строежа на тектонската покривка на Източните Алпи и кайнозойските моласи на Предалпийското краево пропадане.
Най-важните полезни изкопаеми на Германия са: каменни въглища (общи запаси 240 млрд. t) в Рурския, Саарския и Аахенски въглищни басейни, кафяви въглища (70 млрд. t) в Долнорейнския и Източногерманския басейни, калиеви соли (К2О) (9 млрд. t) в Щасфуртския басейн и в района на реките Вера и Фулда, нефт (75,1 млн. t) и газ в Средноевропейския нефтогазонасен, Рейнския и Предалпийския басейни, желязна руда (1,9 млрд. t) в Гифхорн, Залцгнитер, Зигерланд и района на река Вера, цинков барит (Меген), оловни (Мехерних) и оловно-цинкови (Рамелсберг, Рур) руди, калай, никел и полиметални руди в Рудните планини, флуорит, графит (Пасау) и др.

## Климат
Климатът на Германия е умерен, морски и преходен от морски към континентален. Госпадстващият западен пренос на въздух с циклонна циркулация пренася топлина и влага от Атлантическия океан. В планинските райони се проявяват височинна климатична поясност и експозиционни различия. Средната януарска температура в равнините на запад и северозапад е от 0 до -1 °C, на изток от -1 до -2 °C, в Баварското плато от -2 до -4 °C, в планинските части на Средногерманските планини -4 °C, в Алпите -5 °C и по-ниски. Средната юлска температура варира от 16 – 17 °C на север, в долините на Рейн, неговите притоци и Дунав 18 – 20 °C, във високите части на Средногерманските планини и Алпите 14 °C и по-ниски. Годишната сума на валежите в равнините е от 600 – 700 mm на запад до 480 – 600 mm на изток, в отделни междупланински котловини под 500 mm, в планините (Харц, Шварцвалд и др) – до 1600 – 1800 mm, а на места в Алпите над 2000 mm. Максимумът на валежите е през есента, а минимумът – през пролетта. На юг е ясно изразен летен максимум и зимен минимум на валежите. Основното количество валежи е във вид на дъжд. Снежната покривка в равнините е неустойчива и се задържа около 2 седмици, в Средногерманските планини на места до 4 – 5 месеца, а в Алпите над 1100 m – 6 месеца. По върховете на Алпите тя са задържа почти целогодишно.

## Води
Основна статия: Реки в Германия
Територията на Германия принадлежи към три водосборни басейна – Североморски, Черноморски и Балтийски. Около 2/3 от реките се оттичат в Северно море. Това са Рейн 1233* (865) с притоците си Некар 367 km, Майн 569 km, Мозел 544* km, Липе 220 km; Елба 1247* (727) с притоците си Заале 413 km, Шпрее 382 km, Хафел 334 km; Везер 452 km с притоците си Вера 300 km и Фулда 220 km; Емс 371 km. През южната част на Германия протича горното течение на река Дунав 2857* (647) km, принадлежаща към Черноморския водосборен басейн. Нейните основни притоци на германска територия са Лех 256* km, Изар 292* km и Ин 517* (218) km. В крайната североизточна част на страната, по границата с Полша протича река Одер 866* (187) km с притока си Ниса Лужицка 254* km. Алпийските реки имат предимно снежно и ледниково подхранване, летен максимум и зимен минимум на оттока. Бързото снеготопене засилено от поройни дъждове, често води до наводнения. Реките, водещи началото си от средните части на Германия имат снежно и дъждовно подхранване, като максимумът на оттока е в края на пролетта, а през есента често явления са епизодичните прииждания в резултат от поройни дъждове. На север в равнините преобладават реките с дъждовно подхранване и зимно пълноводие. Най-големите реки (Рейн, Елба) имат сложен воден режим. На много от германските реки са изградени язовири. Болшинството от реките зимата не замръзват. Много от тях са плавателни и са свързани с канали. Най-големите германски езера са на Баварското плато – Боденско 536* km², Кимзе 80 km², Шверинерзе 62 km², Щарнбергерзе 56 km², Амерзе 47 km² и на североизток в пояса на Прибалтийското поезерие – Мюриц 117 km², Шверинерзе, Плауерзе, Кумероверзе и др.

## Почви
В Северогерманската низина преобладават подзолистите почви, редуващи се с торфено-блатни, а по кройбрежието на Северно море – маршеви почви. В пояса на Прибалтийското поезерие и в Баварското плато са развити кафяви горски почви. В областта на Средногерманските планини почвената покливка е мозаечна. В някои междупланински и предпланински райони, особено на югоизток са разпространени горски черноземни почви. Към карбонатните формации излизащи на повърхността са привързани хумусно-карбонатните почви (рендзини). По склоновете на планините и в междупланинските котловини често са развити кафяви горски почви, сменящи се нагоре с подзолисти и планинско-ливадни, с отделни участъци с торфено-блатни почви. Подобна височинна поясност е характерна за Алпите. На значителни участъци почвите са подложени на дълга и интензивна селскостопанска обработка.

## Растителност
Около 30% от територията на Германия е покрита с гори, като голяма част от тях са окултурени. Преобладават изкуствените насаждения с монокултурни иглолистни видове (на север – бор, в цетъра и на юг – смърч). Естествените гори с преобладаване на широколистни видове са се съхранили предимно в планините, като най-силно залесени са районите на Рейнската област. Буковите гори често се срещат под формата на малки масиви, достигащи понякога до горната граница на гората, но по принцип на по-голяма височина господстват елата и смърча. На богатите на хумус почви към бука се примесват дъб, габър, клен, липа и др. По долините на Дунав, Рейн, Елба и някои други реки на места са се съхранили крайречни влаголюбиви гори от елша и топола с примеси от ясен, върба и липа. Във високите части на Алпите са разпространени субалпийски и алпийски пасища, отличаващи се с голямо видово разнообразие. В северните равнини и в Баварското плато се срещат значителни торфени блата. На северозапад има значителни участъци с пустеещи земи и храсталаци. Ливадите по долините на реките и района на маршите са силно окултурени.

## Животински свят
В горите на Германия едрите хищници (вълк, рис, мечка) са силно изтребени. Значение за лова имат сърната, благородните елени, а също диви прасета, кошути, зайци, муфлони, фазани, яребици. Срещат се също лисици, бурсуци, таралежи, а от птиците – глухари, тетереви, горски петлици и др. Разнообразна е фауната на мишевидните гризачи. По морските брагове гнездят колонии от водоплаващи птици, а по периодично заливаните от приливите брегове, т.нар. вати са се съхранили малки популации от тюлени.